# Hetitščina
Hetitščina je najbolje izpričan anatolski jezik in obenem najstarejši indoevropski jezik, ki je izpričan v pisnih virih. Je najstarejši dokazan indoevropski jezik, ki spada v anatolsko skupino. Je starejši od stare grščine in stare indijščine. Njegova struktura se precej razlikuje od drugih klasičnih jezikov. Nastal je na področju Male Azije, zahodno od Ankare. Pisni viri segajo v čas med 17. in 15. stoletjem pr. n. št.. Gre za klinopis, ki je ena izmed zlogovnih pisav.
Hetitska osebna imena se prvič pojavljajo okoli leta 2000 pr. n. št. v asirskih trgovskih dokumentih. Do sredine 2. tisočletja pr. n. št. je večina hetitskih tekstov nastala v arhivih glavnega mesta Hatuša v osrednji Anatoliji. Ohranjenih je okoli 2500 hetitskih tablic, ki se ukvarjajo z administrativnimi ali ritualnimi zadevami, znana je tudi hetitska mitologija. V začetku 20. stoletja je ta besedila raziskal češki orientalist in jezikoslovec Bedřich Hrozný. V hetitskih zapisih je veliko število babilonskih in sumerskih hieroglifov. Pomemben je napis kralja Amitaša, ki je najstarejši, in sicer iz 18. stol. pr. n. št. Ti zapisi vsebujejo zgodovinske in pravniške tekste. V tekstu Kralj boja pa najdemo religiozne, mitske tekse, prerokbe ter napotke o ravnanju s konji.